# مدارگرد اقلیمی مریخ
مدارگرد اقلیمی مریخ (انگلیسی: Mars Climate Orbiter) یک کاوشگر فضایی رباتیک به وزن ۶۳۸ کیلوگرم بود که توسط ناسا در ۱۱ دسامبر ۱۹۹۸ برای مطالعه اقلیم و جو مریخ و تغییرات سطحی این سیاره و به عنوان بخشی از برنامه نقشه‌بردار ۹۸ مریخ جهت رله ارتباطی قطب نشین مریخ به فضا پرتاب شد. با این حال در ۲۳ سپتامبر ۱۹۹۹ ارتباط فضاپیما پس از ورود به درج مداری به این دلیل که خروجی نرم‌افزار کامپیوتری ایستگاه زمینی بر پایه واحدهای اندازه‌گیری آمریکایی بود و از یکای پوند-نیرو به جای نیوتون-ثانیه در دستگاه بین‌المللی یکاها که در قرارداد میان ناسا و شرکت لاکهید مارتین اسپیس سیستمز تعیین شده بود، استفاده می‌کرد. به دلیل این اشتباه، فضاپیما در مسیر خود به سطح مریخ بسیار نزدیک شده یا در اتمسفر آن از بین رفته یا پس از خروج از اتمسفر وارد فضای خورشیدمرکزی می‌شد.